# Isabella I a Ierusalimului
Isabella I (n. 1172 – d. 5 aprilie 1205) a fost regină domnitoare a Ierusalimului începând cu 1190/1192 și până la moartea sa. Prin cele patru căsătorii, a fost succesiv Lady de Toron, marchiză de Montferrat, contesă de Champagne și regină a Ciprului.
A fost fiica lui Amalric I al Ierusalimului și a celei de a doua soții a acestuia, Maria Comnena, fiind astfel soră pe jumătate cu regele Balduin al IV-lea al Ierusalimului și cu regina Sibilla a Ierusalimului. Ea a fost și mătușa lui Balduin al V-lea, și nepoată a împăratului bizantin Manuel I Comnen, care a primit orașul și teritoriul Nablus ca dar din partea soțului ei, regele. Ea s-a căsătorit de patru ori. Maria de Montferrat, regina Ierusalimului, a fost fiica ei cu cel de al doilea soț, Conrad de Montferrat. A avut în total șapte copii cu diverși soți.